# Illicium fargesii
Illicium fargesii är en tvåhjärtbladig växtart. Illicium fargesii ingår i släktet Illicium och familjen Schisandraceae.

## Underarter
Arten delas in i följande underarter:
- I. f. fargesii
- I. f. szechuanense